# Корд (пулемёт)
«Корд» — российский крупнокалиберный пулемёт с ленточным питанием под патрон 12,7 × 108 мм.
Предназначен для борьбы с легкобронированными целями и огневыми средствами, уничтожения живой силы противника на дальностях до 2000 м и поражения воздушных целей на наклонных дальностях до 1500 м.
Название образовано от начальных букв словосочетания «ковровские оружейники-дегтярёвцы».

## История
Пулемёт «Корд» был создан в 1990-х годах как замена пулемёту НСВ («Утёс»), производство которого, после распада СССР, оказалось частично за пределами России (на заводе «Металлист» в г. Уральске, Казахстан). Разработан на Ковровском заводе им. Дегтярёва (ЗИД).
С 2001 года налажено серийное производство, пулемёт официально принят на вооружение Вооружённых Сил Российской Федерации. Кроме пехотного варианта, он устанавливается в зенитной установке на башне российского танка Т-90С.
На выставке «Армия-2023» был представлен в качестве основного вооружения нового российского корабельного боевого модуля «Нарвал».

## Описание
«Корд» — автоматическое оружие с ленточным питанием (подача ленты может осуществляться как слева, так и справа). В целом он конструктивно похож на пулемёт НСВ, но есть и некоторые отличия.
Пулемёт построен по принципу газоотводного автомата, где газовый поршень с длинным ходом размещён под стволом. Ствол быстросменный, с воздушным охлаждением. В отличие от НСВ, запирание ствола осуществляется поворотом личинки затвора и зацепления боевыми упорами личинки за боевые упоры ствола. Затвор имеет 14 боевых упоров, 2 ряда по 7 упоров в каждом. Питание патронами осуществляется из металлической ленты с открытым звеном, подача патронов из ленты напрямую в ствол. Гильзы выбрасываются вперед, из трубки с правой стороны пулемета. Ударно-спусковой механизм может управляться как вручную (от спускового крючка, установленного на станке), так и от электроспуска (для танкового варианта), имеет предохранитель от случайных выстрелов. В качестве основного используется открытый регулируемый прицел. Имеется возможность установки оптических и ночных прицелов.
Ствол создан по фирменной ЗИДовской технологии, обеспечивающий при стрельбе равномерный нагрев[прояснить], а следовательно — и равномерное термическое расширение (деформацию) ствола. За счёт этого точность стрельбы по сравнению с НСВ повышена в 1,5—2 раза при стрельбе со станка (при стрельбе с сошки точность сравнима с НСВ на станке). В результате при стрельбе на дистанцию 100 м круговое вероятное отклонение (КВО) составляет всего 0,22 м.

## Боеприпасы
Основные боеприпасы, заявляемые ЗИД — Б-32 и БЗТ-44. В то же время пулемёт может использовать любые патроны стандарта 12,7 × 108 мм, в том числе МДЗ и БС (БС-41). Последний имеет пулю с вольфрамовым сердечником, что значительно улучшает бронепробиваемость. Если пуля Б-32 пробивает 20 мм стали со 100 м, то пуля патронов БС и БС-41 делает то же самое с дистанции 750 м.

## Модификации
- 6П49 — танковый пулемёт;
  - 6П49МТ — танковый пулемёт для танка Т-90М[4];
- 6П50 — пехотный пулемёт;
- 6П51 — танковый пулемёт с левосторонним питанием;
- 6П57 — пулемёт 6П50 на сошках 6Т19; (6П50-1 — старый индекс);
- 6П58 — пулемёт 6П50 на шкворневой установке 6У16; (6П50-2 — старый индекс);
- 6П59 — пулемёт 6П50 на шкворневой установке 6У16 и стойке СП; (6П50-3 — старый индекс);
- 6П60 — пулемёт 6П50 на пехотном треножном станке 6Т20.

## Операторы
- Россия[5][6];
- Финляндия: в целях тестирования замены 12,7 ItKK 96[7];
- Мали[8]
- Беларусь[9].

## Изображения

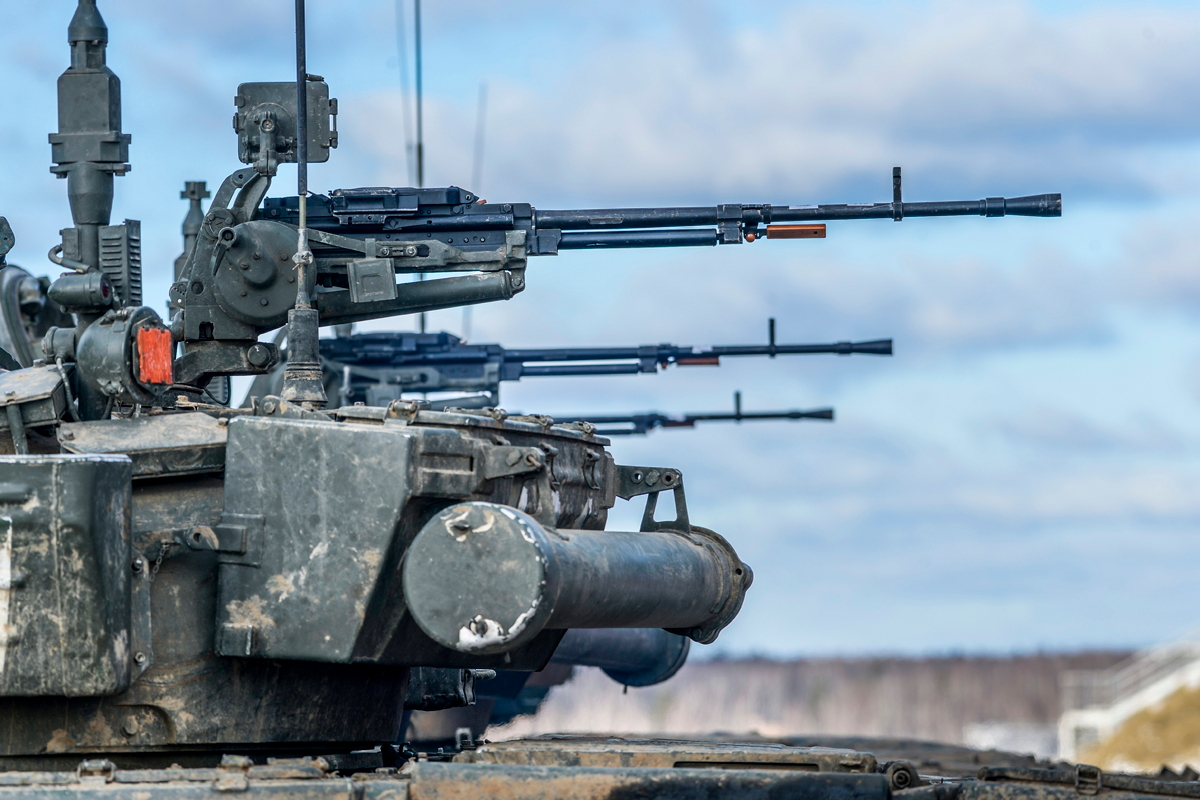
6П49
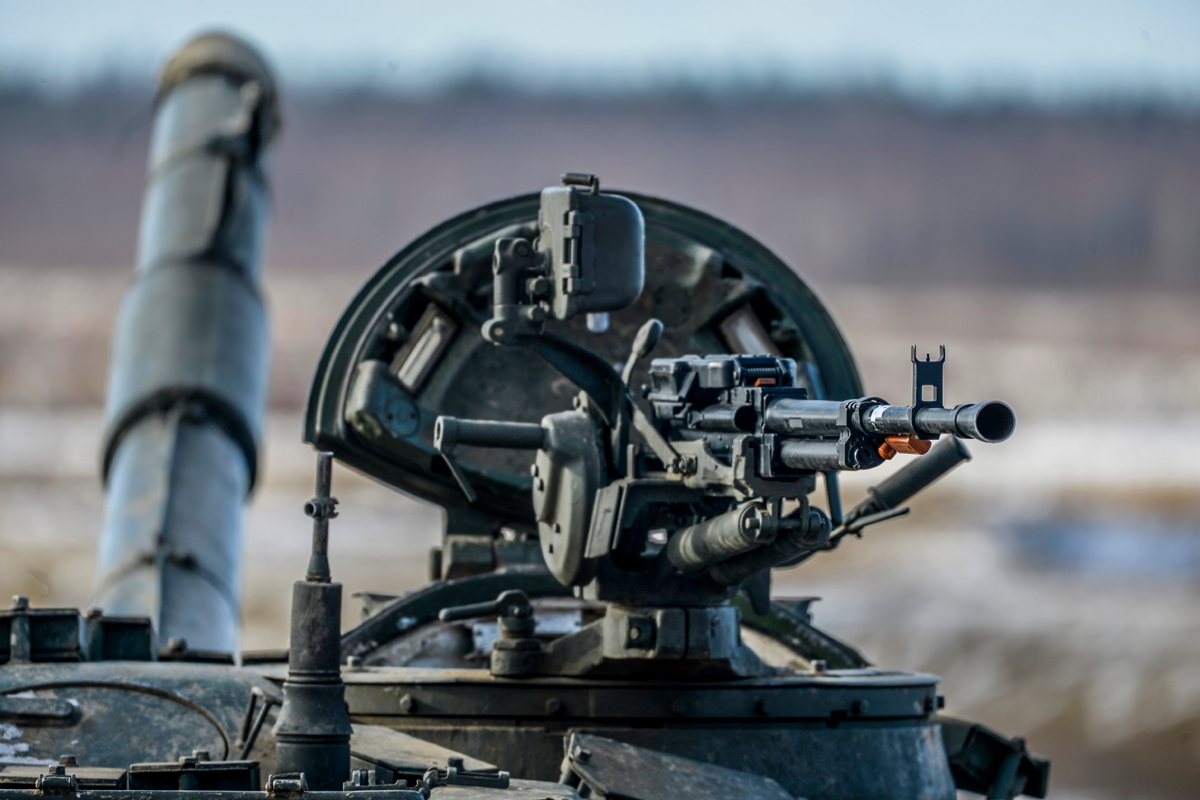
6П49 на башне танка Т-72Б3 2-й мсд, 5 февраля 2020 г.
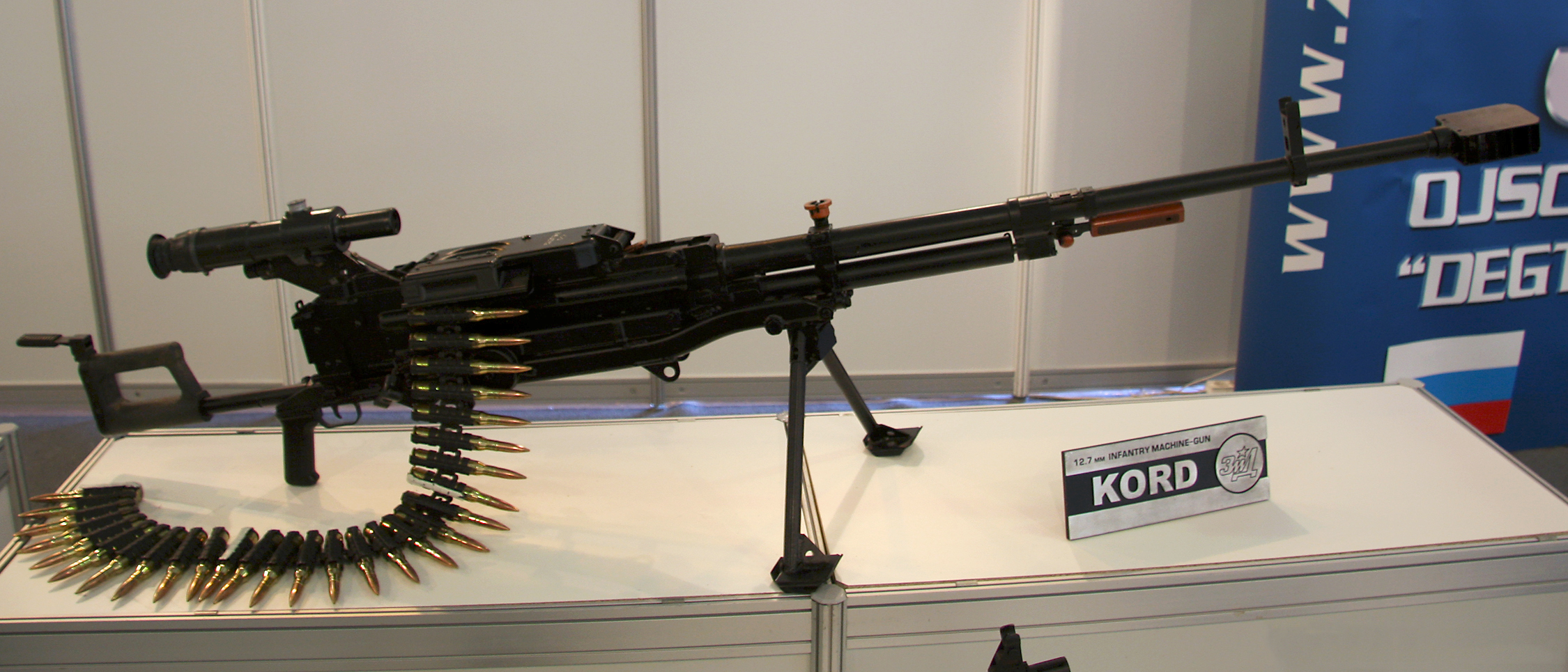
6П57
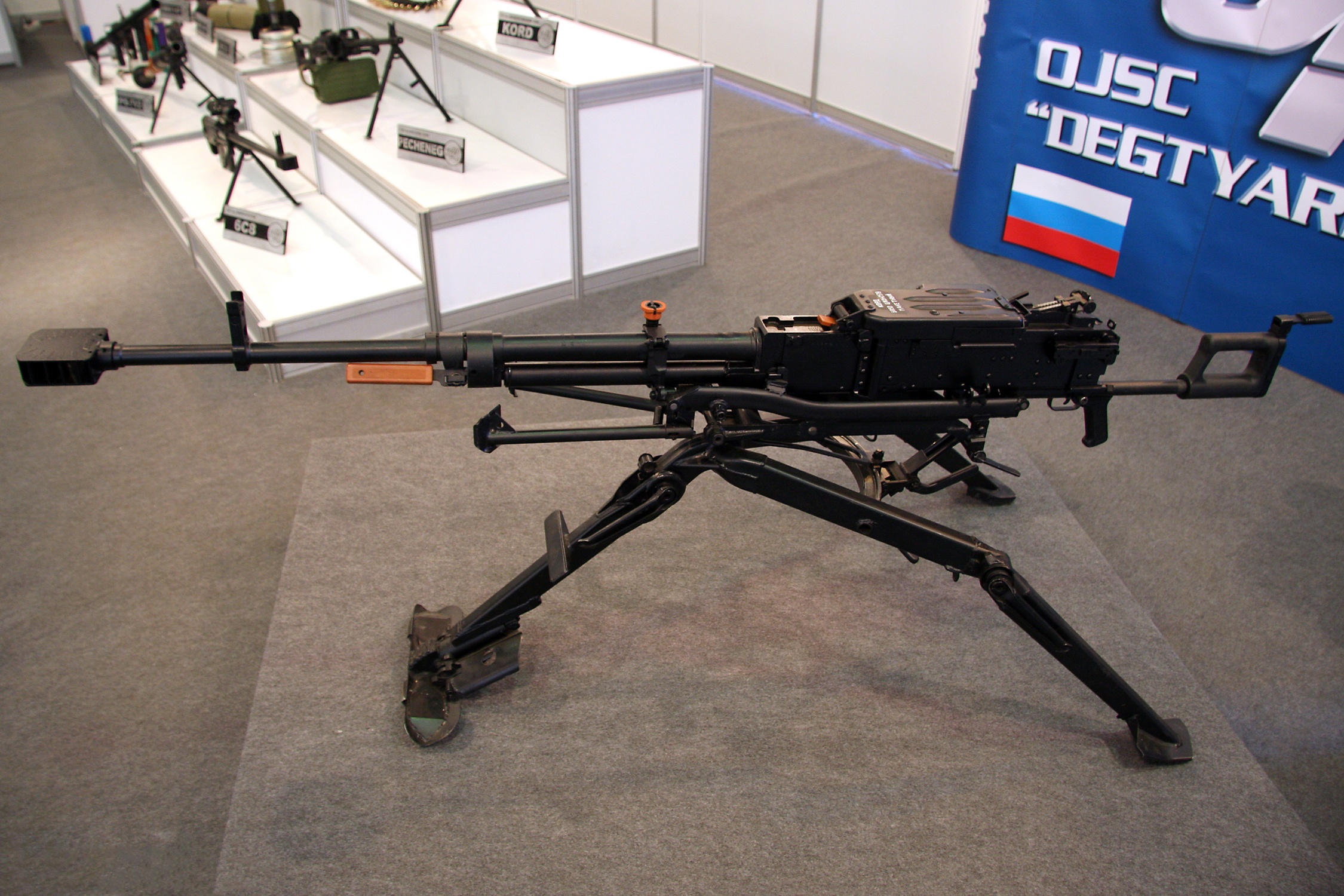
6П60
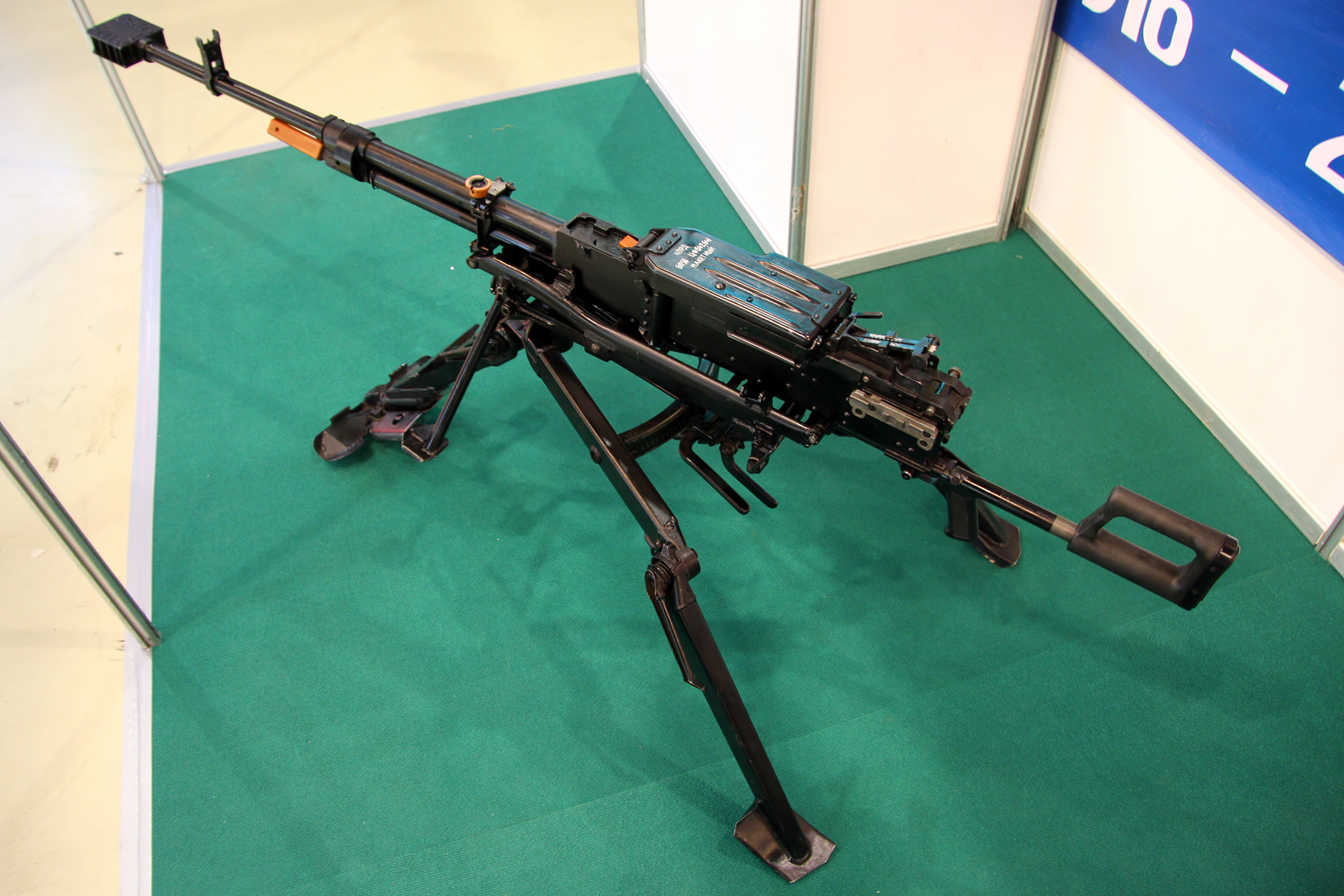
6П60